# Straža v viharju
Straža v viharju (izhajal 1934/35–1940/41) je bil katoliški študentski list. Bil je glasilo študentskega dela Katoliške akcije, nato cerkvenega društva Straža in nazadnje akademskega kluba Straža. Izhajal je v Ljubljani, sprva trikrat, nato enkrat tedensko. Izdajal ga je konzorcij, sestavljen iz študentske skupine Lamberta Ehrlicha. List je ves čas podpiral politično usmeritev in dejavnost Antona Korošca. Dijaštvo je opozarjal na nevarnosti komunizma.
Urejali so ga Josip Rakovec, Ciril Žebot, Vinko Beličič, Matej Poštuvan, Rudolf Čuješ in Leopold Klavž.